# Hebbal, Navalgund
Hebbal là một làng thuộc tehsil Navalgund, huyện Dharwad, bang Karnataka, Ấn Độ.